# Pillmannsricht

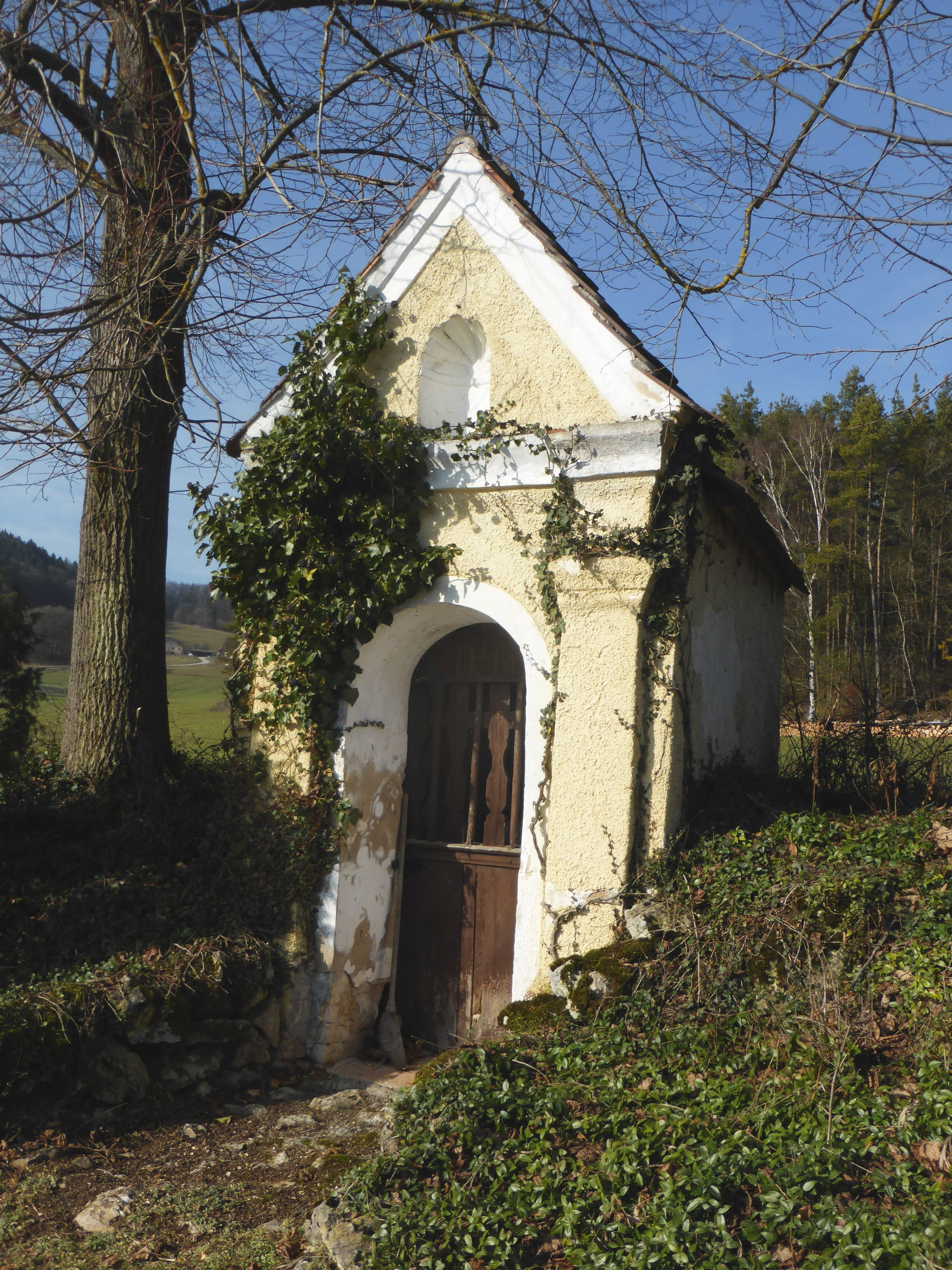
Die Marienkapelle bei Pillmannsricht

Pillmannsricht ist ein Gemeindeteil des Marktes Hohenfels im Landkreis Neumarkt in der Oberpfalz in Bayern.

## Geographische Lage
Die Einöde liegt im oberpfälzischen Jura der Südlichen Frankenalb ca. 2,5 km südwestlich von Hohenfels auf ca. 468 m ü. NHN. Die nahen Erhebungen ringsum steigen bis auf 564 m ü. NHN an. Pillmannsricht ist zu erreichen über eine Gemeindeverbindungsstraße, die östlich des Ortes von der Kreisstraße NM 33 abzweigt und über Pillmannsrricht weiter zum Hohenfelser Gemeindeteil Loch führt und dort endet. Circa 2 km südlich verläuft die Bundesautobahn 3; die nächsten Anschlussstellen (AS) sind die AS 94 Parsberg und die AS 95 Beratzhausen.

## Geschichte
Im Kartenwerk von Christoph Vogel von 1600 ist die Einöde als „Rieth, raitenbuchisch“, also zur Hofmark Raitenbuch gehörend, verzeichnet. Die Hofmark war hochgerichtlich dem kurpfälzischen Pflegamt Hohenfels unterstellt. Gegen Ende des Alten Reiches, um 1800, bestand Pillmannsricht im Amt Hohenfels aus nur einem Hof, und zwar von der Größe eines Fünfachtelhofes.
Im Königreich Bayern wurde im Landgericht Parsberg (später Landkreis Parsberg) aus zwölf Orten der Steuerdistrikt Raitenbuch gebildet; zu ihm gehörte auch die Einöde „Richt“. Mit dem zweiten bayerischen Gemeindeedikt von 1818 wurde die Ruralgemeinde Großbissendorf mit zehn Orten gebildet, darunter die nunmehrige Einöde „Pillmannsricht“. Diese Gemeinde mit zuletzt neun Orten wurde zum 1. Mai 1978 nach Hohenfels eingemeindet.

### Gebäude- und Einwohnerzahl
- 1838: 10 „Seelen“, 1 Haus in „Richt“[5]
- 1861: 9 Einwohner, 2 Gebäude[6]
- 1871: 7 Einwohner, 6 Gebäude, an Großviehbestand 1873 8 Stück Rindvieh[7]
- 1900: 8 Einwohner, 1 Wohngebäude[8]
- 1925: 15 Einwohner, 1 Wohngebäude[9]
- 1950: 8 Einwohner, 1 Wohngebäude[10]
- 1961: 9 Einwohner, 1 Wohngebäude[11]
- 1970: 8 Einwohner[12]
- 1987: 3 Einwohner, 1 Wohngebäude, 2 Wohnungen[13]

Auch heute besteht Pillmannsricht aus nur einem landwirtschaftlichen Anwesen. 

### Kirchliche und schulische Verhältnisse
Pillmannsricht gehörte im 17. Jahrhundert zur Pfarrei Pfraunfeld, im 19./20. Jahrhundert wie alle Ortsteile von Großbissendorf zum Sprengel der katholischen Pfarrei Hohenfels im Bistum Regensburg. Die Kinder gingen im 19. Jahrhundert und um 1900 nach Hohenfels, um 1925/1960 nach Raitenbuch in die katholische Schule. Heute gehört die Einöde zum Sprengel der Grundschule Hohenfels. – Bei Pillmannsricht gibt es eine spätbarocke Marienkapelle.